# Trần Bội
Trần Bội là chính trị gia người Việt Nam. Ông từng giữ chức vụ Chủ tịch Ủy ban hành chính (này là Ủy ban nhân dân) tỉnh Quảng Bình từ năm 1959 đến năm 1967.

## Tiểu sử
Trần Bội sinh ra ở làng An Xá, xã Lộc Thủy, huyện Lệ Thủy, tỉnh Quảng Bình cùng quê với Đại tướng Võ Nguyên Giáp.
Cha của Trần Bội, ông Trần Hữu Trác, và cha của Võ Nguyên Giáp, ông Võ Quang Nghiêm, đều tham gia quân khởi nghĩa và bị quân Pháp giết hại.
Lúc Trần Bội làm Ủy viên Thường vụ Huyện ủy Lệ Thủy, quân Pháp bắt cụ Trần Hữu Trác tra tấn nhưng cụ không khuất phục, sau đó quân Pháp chặt đầu cụ cắm lên cọc phơi nắng ba ngày ở đầu làng.
Từ năm 1959 đến năm 1961, Trần Bội là Chủ tịch Ủy ban hành chính tỉnh Quảng Bình, các Phó Chủ tịch là Ngô Đình Văn, Lê Thanh Liêm, các ủy viên ủy ban hành chính gồm Nguyễn Hữu Duật, Võ Văn Ấp, Nguyễn Duy Xán, Nguyễn Đàm, Cát Văn Sơn, Nguyễn Thụ, và bà Hà Thị Thu Tịnh (Bình).
Từ năm 1962 đến năm 1964, Trần Bội là Chủ tịch Ủy ban hành chính tỉnh Quảng Bình. Ông phụ trách chung và phụ trách mảng sản xuất nông nghiệp kiêm chức Chủ tịch Ủy ban kế hoạch nhà nước.
Từ năm 1964 đến năm 1965, Trần Bội là Chủ tịch Ủy ban hành chính tỉnh Quảng Bình, phụ trách chung, kiêm Chủ nhiệm Ủy ban kế hoạch, phụ trách kiến trúc, thủy lợi và vận tải.
Từ năm 1965 đến năm 1967, Trần Bội giữ chức Chủ tịch Ủy ban hành chính tỉnh Quảng Bình, ba phó chủ tịch là Lê Thanh Liêm (thường trực), Trần Phố (phụ trách nông nghiệp), và Ngô Đình Văn.
Trần Bội đã qua đời.